# Kövesd a tojást
A Kövesd a tojást (Follow that Egg!) a South Park című amerikai animációs sorozat 135. része (a 9. évad 10. epizódja). Az Amerikai Egyesült Államokban 2005. november 2-án, Magyarországon pedig 2007. augusztus 17-én mutatták be. 
Az epizódban a South Park-i gyerekek rendhagyó iskolai feladatban vesznek részt, amely miatt Stan féltékenykedni kezd. Mrs. Garrison – szintén féltékenységből – igyekszik szabotálni a melegházasság intézményét...

## Cselekmény
|  | Alább a cselekmény részletei következnek! |

Mrs. Garrison párokba osztja az osztály tanulóit, és mindegyik párosnak egy saját aláírásával ellátott tojást ad, melyekre saját gyermekükként kell vigyázniuk (így tanulva meg a szülői felelősség fogalmát). Stan Marsh meglepetésére volt barátnője, Wendy nem vele, hanem Kyle Broflovskival kerül egy párba, ő pedig Bebét kapja társul. Stan nem figyel a tojásra, hanem a nap hátralevő részében féltékenységből Kyle-ékat követi. 
Mrs. Garrison meglátogatja régi partnerét, Mr. Furkót, akivel nővé operáltatása után szakított (lásd a Mr. Garrison vadiúj vaginája című epizódot). Bocsánatot kér tőle és vissza kívánja fogadni őt. Mr. Furkó azonban az esküvőjét tervezgeti Meleg Al-lal, ami a coloradói azonos neműek házasságát engedélyező törvény létrejöttével immár lehetséges. A féltékeny Mrs. Garrison elhatározza, hogy meggyőzi a kormányzót az igaza felől, hogy Mr. Furkó melegházassága ne jöhessen létre. A kormányzó képtelen dönteni, míg nem a tanárnő felajánlja neki, hogy elkészít egy melegek gyermekgondozásáról szóló tanulmányt. Hazaérve South Parkba átrendezi az osztályban a párokat; Stant és Kyle-t, illetve Wendyt és Bebét egymás mellé osztva, remélve, hogy Stan gyenge teljesítménye miatt eltörik a tojásuk, és a kormányzó megkapja a kívánt eredményt.
Wendy elszomorodik, hogy nem láthatja egykori tojását, melyet már Stan és Kyle nevel. Az új szülők között pedig még mindig rossz a viszony, mert Stan féltékeny Kyle és Wendy korábbi munkakapcsolatára. Eric Cartman véletlenül eltöri tojását, a tanárnő azonban nem hagyja, hogy a fiú-lány párokra bármilyen rossz fény vetüljön, így új tojást ír alá és ad át Ericnek. Garrison megelégeli a tanulmány körüli problémákat, és felbérel egy bérgyilkost a „meleg pár” tojásának elpusztítására. Stan felhívja Kyle-t, hogy elmondja, eltört a tojásuk (melyet valójában a bérgyilkos lőtt le). Megtudja, hogy barátja nem adta neki a valódi tojást a tanárnő aláírásával, csak egy másolatot, míg az eredetit végig magánál tartotta. Később kiderül, hogy Kyle-nak valójában nem tetszik Wendy, így a fiúk taxiba szállnak, hogy a tojásellenőrzés új helyszínére siessenek. Míg a bérgyilkos folyamatosan lövi és megpróbálja felrobbantani őket, a pár elér a színpadhoz, és felmutatják az épségben lévő tojást, ezért a kormányzó engedélyezi a melegházasságot.
Az epizód Mr. Furkó és Meleg Al házasságával ér véget. Randy Marsh megdicséri a gyerekeket, amiért ilyen sokat tettek a homoszexuálisok jogaiért, bár ők nem tudják, mit is csináltak. Wendy bocsánatot kér Stantől, amiért rossz apának hitte, de Stant már egy cseppet sem érdekli, mit gondol róla Wendy.

## Bakik
- Mrs. Garrison az egyik jelenetben Millie-t Craiggel párosítja össze, de a következőben már Clyde neve olvasható Millie alatt.
- Rednek ebben az epizódban Powder a neve.

## Érdekesség
- Bebe magyar hangja Nemes Takách Kata helyett Zsigmond Tamara volt, Nemes Takách Kata pedig Wendyt szinkronizálja (pedig Roatis Andrea szokta)